# Ахтямов, Абуссугуд Абдельхаликович
Абуссугуд Абдельхаликович Ахтямов (Абуссугут-Абдэль-Холикович Ахтямов) (тат.  Әбүсөгуд Гәбделхалик улы Әхтәмов) (1843—1920) — российский политик. Депутат I Государственной Думы от Уфимской губернии, входил в аграрный комитет. Присяжный поверенный, судебный следователь и чиновник особых поручений при Уфимском губернаторе. Конституционный демократ, а также член бюро мусульманской фракции. Секретарь магометанского духовного собрания.

## Ранние годы
Учился в 1-й Казанской гимназии. Окончил юридический факультет Казанского университета в 1871 году.
Председатель белебеевской земской управы 1881—1886 года. Секретарь магометанского (мусульманского) духовного собрания 1895—1901 года. Почётный мировой судья.

## Выборгское воззвание и последние годы жизни
Подписал «Выборгское воззвание» 10 июля 1906 года в г. Выборге. На следствии по делу о «Выборгском воззвании» «Обвиняемый Ахтямов, не давая прямого ответа на вопрос о том, подписал ли он в Выборге воззвание, заявил, что в пределах Российской империи он никакого воззвания не подписывал, что подлинного воззвания он в бытность свою в Выборге не подписывал, так что подписи его под подлинным текстом не могло быть, но что „в бытность его в Выборге никто из бывших членов Думы не отрицал своего участия в совещании путём отказа подписать какой-либо документ“». Был обвиняемым на процессе по этому делу, но 18 декабря 1907 года вместе с М. Ф. Дьяченко особым присутствием Санкт-Петербургской судебной палаты был оправдан за недоказанностью предъявленного ему обвинения. В 1919 — начале 1920 года Ахтямов перебрался вместе с семьёй старшего сына в Петропавловск и там скончался в 1920 году.

## Семья
- Старший сын Ибниамин окончил физико-математический факультет университета в Санкт-Петербурге, депутат IV Государственной Думы от Уфимской губернии[6].
- Второй сын Ибрагим — левый политический деятель, меньшевик[7].